# Maï La Bombe
Maï La Bombe de son vrai nom Maimouna Koné est une actrice ivoirienne. Ancienne actrice de Faut pas fâcher, elle tourne aujourd'hui dans la série Ma famille. Elle tient le rôle de la petite sœur de Michel Gohou.

## Biographie
Maï La Bombe est originaire de la ville de Tafiré.

## Filmographie

### DVD
- L’histoire des copines
- Le Prix de l’amour

### Séries TV
- Ma famille
- Sida dans la cité
- Faut pas fâcher
- L'Histoire d'une vie
- Super Flics (Burkina Faso)